# Emmanuel Merle
Œuvres principales
- Amère Indienne , Gallimard, 2006, Prix Roger-Kowalski 2007 et Prix Théophile-Gautier 2007
- Un homme à la mer, Gallimard, 2007, Prix Rhône-Alpes du Livre 2008
- Pierres de folie, La Passe du Vent, 2010
- Ici en exil, L'Escampette, 2012
- Le chien de Goya, Encre et Lumière, 2014
- Dernières paroles de Perceval, L'Escampette, 2015
- Le grand rassemblement, Jacques André éditeur, 2017
- Démembrements , Voix d'encre, 2018
- Habiter l'arbre, Voix d'encre, 2020
- Anthracite, Alidades, 2021

Emmanuel Merle est un écrivain et poète français né à La Mure (Isère) le 14 février 1958. Il vit à Grenoble et est désormais retraité. Il exerçait le métier de professeur de littérature en classes préparatoires aux grandes écoles de commerce (CPGE). Lecteur d’Yves Bonnefoy et de Jim Harrison, sa poésie mêle narration et évocation. Depuis 2015, il fait partie du comité de rédaction de la revue littéraire Rumeurs, publiée par les éditions La rumeur libre (Lyon). Il est président de l’Espace Pandora (Vénissieux), une association loi de 1901 qui mène des actions culturelles autour des poètes et de la poésie.